# Perestrojka
Perestrojka (Russisch: перестройка; "herstructurering", letterlijk "verbouwing"; uitspraak: pʲɪrʲɪˈstrojkə) is de term voor de hervormingspolitiek van Michail Gorbatsjov, die plaatsvond tijdens het twaalfde vijfjarenplan (1985-1990) van de Sovjet-Unie. Gorbatsjov hoopte in 1985 de vastlopende Sovjet-Unie weer op gang te kunnen krijgen door glasnost (openheid) en perestrojka (staatkundige en economische hervormingen).
Het werd door Gorbatsjov beschreven in zijn boek Perestrojka: een nieuwe visie voor mijn land en de wereld (oorspronkelijke titel: Перестройка и новое мышление / perestrojke i novoi mysjlenii - "Over de herstructurering en het nieuwe denken") uit 1987. Het perestrojka-concept koppelde Gorbatsjov aan het concept glasnost. De glasnost en perestrojka konden het ineenstorten van het communisme in de Sovjet-Unie echter niet voorkomen.
Perestrojka was een politiek die gebaseerd was op verdere ontwapening en de veranderingen die dit meebracht voor de Oost-Europese communistische wereld, waarbij de belangen van het Sovjetvolk als leidraad dienden. Als secundaire redenen golden de "herontdekking" van het socialisme, de ideeën van Lenin en de Oktoberrevolutie van 1917.
Met Gorbatsjov als secretaris-generaal van de Communistische Partij zocht de Sovjet-Unie toenadering tot de westerse wereld, waarbij zij voor Europa een sleutelrol zag weggelegd, mits deze tot een duidelijke Pan-Europese politiek zou komen.

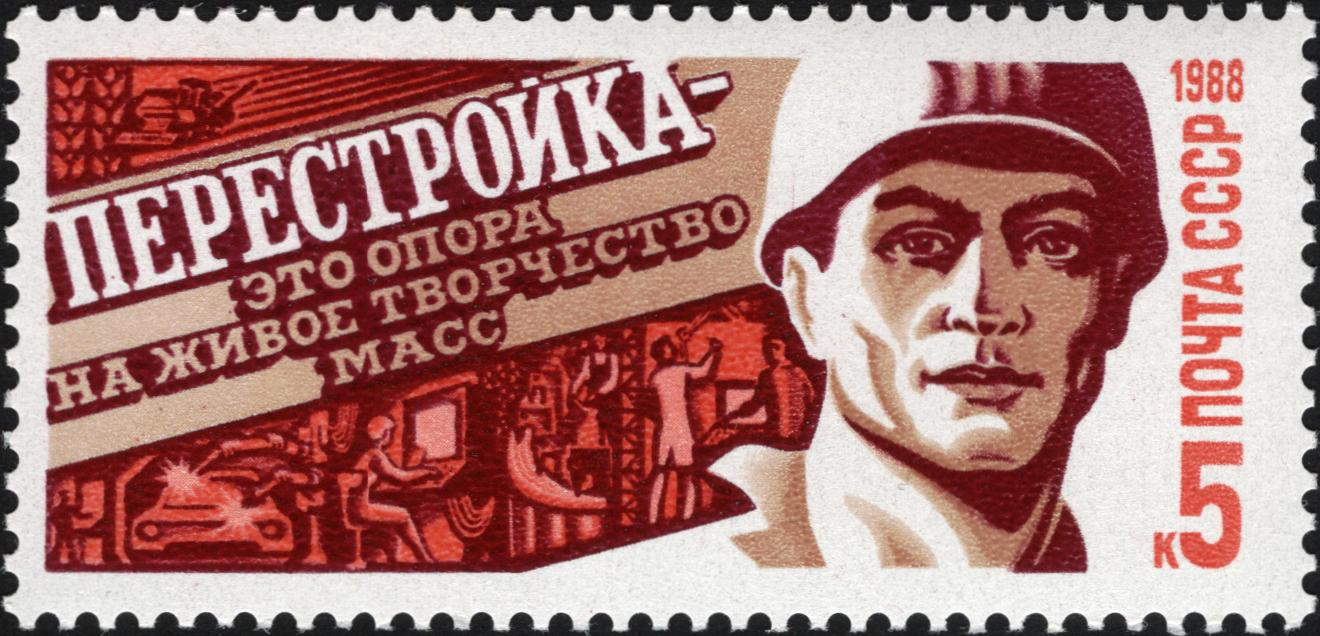
Perestrojka-postzegel uit 1988.